# 2×3が六輔
2×3が六輔（にさんがろくすけ）は、1992年10月から1993年12月まで、永六輔の司会で日本テレビ系列で放映された、資生堂一社提供による深夜バラエティ番組である。全60回。

## 概要
- 深夜でも女の裸が出ない、六輔ワールド全開の「大人のバラエティ」。番組の内容もセットも、日本文化をコンセプトにしていた。
- すわしんじ、マルセ太郎、丸山浩路といった、マニアックな人々も紹介されていた。
- 生放送のライブ感を出すために撮って出しスタイルで収録されていた。

## 放送時間
- 木曜25:10 - 25:40（1992年10月 - 1993年3月）
- 金曜25:10 - 25:40（1993年4月 - 12月）

## 出演者
- 永六輔
- 西村知美
- もりばやしみほ
- 岡本千弥（新内節浄瑠璃太夫・俳人。四代目岡本文弥の弟子。）
- 沢口みなみ
- 鈴木杏樹（初期のみ。沢口と交互で出演。）
- 小泉源兵衛（ジャズピアニスト）
- TRY-TONE（番組後期）

## フォーマット
- 永六輔による、4台のマルチキャメラに向かってのあいさつ。

いろんな状況で見ている視聴者に対応するため
- おはがき紹介(後期)
- もりばやしみほの生ピアノによるOPソング

当初は回毎に変わるオリジナルだったが、次第に「今夜はヘンな夜」「夜はひとりぼっち」で固定されるようになった。途中から西村も参加するようになる。
- 今日の内容前半
- 旅暮らしの永さんのプレゼントコーナー

永六輔の旅土産を毎回視聴者プレゼントとして提供していた。
- 沢口みなみ（たまに鈴木杏樹）とともに、番組中にて資生堂の生CMをしていた。ただし資生堂非スポンサーネット局ではまるまるカットされた。
- 今日の内容後半
- もりばやしみほ・西村知美の一言とともに番組ED
- 永六輔のもう一言→永六輔 夜半の一言

曜日変更後に新設された。EDの後CMを挟んでOAされた。

## 番組で手がけたテーマ一例
放送曜日変更後は「今夜のおはなし」と称していた。
- 高信太郎のやさしいハングル講座
- 光子の窓の再現

## テーマソング
- OP「今夜はヘンな夜」作詞：永六輔/作曲：もりばやしみほ
- ED「夜はひとりぼっち」作詞：永六輔/作曲：もりばやしみほ

永六輔が、中村八大・いずみたくの死後久々に詞を手がけた曲である。
2曲のカップリングにて「もりばやしみほwithハイポジ」名義でCD発売された。

## スタッフ
- 構成：永六輔/関根清貴・飯田まち子（関根・飯田→共に途中から）
- 美術：山浦俊夫
- デザイン：小林俊輔
- TD：原田伸夫
- SW：武藤慶一、村山新郷、高月滋
- カメラ：東博司、松村興、工藤恂児
- 音声：田中勝巳、三田洋詩、斎藤勝彦
- 照明：渡辺一成、大川俊行、佐野利喜男
- 調整：鹿島友二、栗田文恵
- 音効：玉井実
- TK：井崎綾子
- 編集：洲脇健一
- MA：オフィスてら
- スタッフ：山浦慎司、野村宣弘、小野口直允
- 演出：狩野英一、豊島浩行
- プロデューサー：森岡正彦
- チーフプロデューサー：吉岡正敏
- 製作協力：ビデオプロモーション
- 製作著作：日本テレビ

## 特番
番組終了後に、同じスタッフ、永六輔司会、資生堂提供による特番が不定期で放送され、「2×3が六輔」のメンバーも出演していた。
| タイトル                        | 放送日       | 放送時間 |                              |
| ------------------------------- | ------------ | -------- | ---------------------------- |
| 新春六輔スペシャル              | 1994年1月3日 |          | 宮川泰、愛川欽也、雪村いづみ |
| 春夏秋冬六輔スペシャル          | 1994年5月2日 |          |                              |
| 永六輔スペシャル テレビ版大往生 | 1995年1月2日 |          | 美輪明宏、中島啓江、川谷拓三 |

| 日本テレビ 木曜25:10 - 25:40                            | 日本テレビ 木曜25:10 - 25:40        | 日本テレビ 木曜25:10 - 25:40             |
| 前番組                                                  | 番組名                              | 次番組                                   |
| ------------------------------------------------------- | ----------------------------------- | ---------------------------------------- |
| 劇的空間 ～ドラマティックスペース～ （1992.4.2 - 10.1） | 2×3が六輔 （1992.10.8 - 1993.3.25） | 電脳底ぬけ脱線ゲーム （1993.4.8 - 6.24） |
| 日本テレビ 金曜25:10枠                                  |                                     |                                          |
| 不明                                                    | 2×3が六輔 （1993.4.2 - 12.17）      | 不明                                     |